# Telecom Italia Sparkle
Telecom Italia Sparkle S.p.A. (ehemals Telemedia International Italia S.p.A.) ist ein globaler Service-Provider, der Infrastruktur- und globale Konnektivitätsdienste anbietet. Sparkle ist eine Tochtergesellschaft der Telecom Italia S.p.A., welche 100 % der Aktien hält. Sparkle besitzt und verwaltet ein globales Glasfaserkabelnetz von über 600.000 km Länge.

## Geschichte
Sparkle wurde 2003 gegründet und ging aus der Italcable, welche ab ca. 1924 Unterseekabel, bspw. mit dem Kabelleger Citta di Milano, verlegte, hervor.
Im Dezember 2024 bat das Italienische Ministerium für Wirtschaft und Finanzen an, Sparkle zu übernehmen und damit als strategisch wichtigen Anbieter von Informationstechnologie zu verstaatlichen.

## Tätigkeitsfelder
Das Unternehmen ist in 33 Ländern aktiv und bietet unter anderem SD-WAN, Datencenterkonnektivitätslösungen, End-to-End-Ethernet-Verbindungen, Cloudcomputing, weltweite Gerätebereitstellung und -wartung, sowie flexible und weltweite IP-MPLS-Standards an.